# Objektivgewinde
Objektiv- oder Schraubgewinde sind im Bereich der Fototechnik standardisierte, herstellerunabhängige Objektivanschlüsse für Wechselobjektive.
Die Schraubgewinde M39, M40 und M42 bilden den Vorläufer der heute am Markt üblichen Bajonettanschlüsse und wurden bis in die 1970er Jahre hergestellt. Vor allem das M42-Gewinde bietet auch heute noch einen günstigen Zugang zur analogen Spiegelreflex-Fotografie mit hochwertigen Optiken, die für andere Anschlüsse (neu wie gebraucht) meist teurer ausfallen.
In den USA spielt der T2-Anschluss eine ähnliche Rolle wie M42 in Europa. Weitere genormte Gewindeanschlüsse sind das C-Mount und das CS-Mount.
Bei (preisgünstigen) Platinenkameras ist der S-Mount Anschluss mit einem M12×0,5 Feingewinde ein dominierender Standard.